# ARTES (programme spatial)
ARTES (Advanced Research in Telecommunications Systems) est un programme de recherche à long terme de l'Agence spatiale européenne destiné à développer les services et les produits liés aux satellites de télécommunications.
Le programme ARTES s'articule en un grand nombre de composants :
- ARTES 1 (Phase d'étude) : Analyse stratégique, études de marché, études de la technologie et de la faisabilité de système, définition et mise en place de nouvelles normes s'appliquant aux satellites de télécommunications.

- ARTES 3 et 4 (Production) :  un ensemble d'actions s'appliquant des composants de la charge utile à l'ensemble du système de télécommunications par satellites.

- ARTES 5 (Technologie) : Recherches technologiques à long terme conduites soit par l'industrie des satellites commerciaux soit par l'Agence spatiale européenne.

- ARTES 7 (EDRS): développement et mise en place de la constellation de satellites EDRS assurant un relais permanent entre les satellites en orbite basse et les stations de réception à terre

- ARTES 8 (Alphabus, Alphasat): développement de la plateforme pour satellite Alphabus

- ARTES 10 (Iris): Développement du système IRIS de gestion du trafic aérien

- ARTES 11 (Petites satellites géostationnaires):  Développement de la plateforme Luxor pour petites satellites géostationnaire.

- ARTES 20 (Programme d'applications intégrées): Projets de développement qui concernent à la fois différentes catégories de satellites (par exemple satellites de télécommunications et satellites d'observation de la Terre).